# Longitarsus brunneus
Longitarsus brunneus  (лат.) — вид листоедов (Chrysomelidae) из подсемейства козявок (Galerucinae). 

## Распространение
Распространён в Европе, на запад во Францию, на север в Шотландии и центральной части Финляндии, от Сибири на восток до Иркутска.

## Экология
Взрослые жуки и их личинки питаются листьями астровых (Asteraceae) и лютиковых (Ranunculaceae), а именно астры солончаковой (Aster tripolium) и представителей рода василистников (Thalictrum)..

## Вариетет
- Вариетет: Longitarsus brunneus var. picinus Weise, 1888
- Вариетет: Longitarsus brunneus var. laevicollis Weise, 1888
- Вариетет: Longitarsus brunneus var. robustus Weise, 1888